# Guba (quận)
Guba (tiếng Azerbaijan:Quba) là một quận thuộc Azerbaijan. Dân số thời điểm năm 2012 là 136845 người.